# Бзини
Бзини (слч. Bziny) насељено је мјесто са административним статусом сеоске општине (слч. obec) у округу Долни Кубин, у Жилинском крају, Словачка Република.

## Становништво
| Година:    | 1994. | 2004.    | 2014.   | 2024.   |
| ---------- | ----- | -------- | ------- | ------- |
| Број људи: | 417   | 529      | 562     | 598     |
| Разлика:   |       | +26,85 % | +6,23 % | +6,40 % |

| Година:    | 2023. | 2024.   |
| ---------- | ----- | ------- |
| Број људи: | 591   | 598     |
| Разлика:   |       | +1,18 % |

Према подацима о броју становника из 2011. године насеље је имало 556 становника.